# عضل مغربي
عضل مغربي (الاسم العلمي: Gerbillus hesperinus) (بالإنجليزية: Moroccan Gerbil)‏ هو نوع من الحيوانات يتبع جنس العضل من الفصيلة الفأرية.